# Andy Gibb
Andrew Roy Gibb  (Manchester, 5 de março de 1958 — Oxford, 10 de março de 1988) foi um cantor, compositor e ator anglo-australiano. Era irmão mais novo de Barry Gibb, Robin Gibb e Maurice Gibb, conhecidos como os Bee Gees.
Gibb ganhou destaque no final dos anos 1970 até o início dos anos 1980, com oito singles alcançando o Top 20 do Hot 100 dos EUA, três dos quais foram para o número um: "I Just Want to Be Your Everything" (1977), "(Love Is) Thicker Than Water" (1977), e "Shadow Dancing" (1978). No início dos anos 1980, ele co-organizou a série de televisão de música americana Solid Gold . Ele também atuou em uma produção de The Pirates of Penzance e Joseph and the Amazing Technicolor Dreamcoat. Gibb mais tarde teria problemas com dependência de drogas e depressão. Ele morreu em 10 de março de 1988, cinco dias após seu aniversário de 30 anos.

## Biografia
Ao contrário do que se afirma, Andy nunca chegou a ser um integrante dos Bee Gees. Várias vezes seus irmãos o convidaram, mas Andy preferia carreira solo. Entretanto, sempre contou com o apoio constante dos irmãos, seja escrevendo ou produzindo. Além disso, os Bee Gees também gravaram backing vocals em várias músicas de Andy, e é justamente por esse motivo que as pessoas pensavam que Andy fazia parte dos Bee Gees. Mas, era apenas apoio que eles davam a Andy, o que fazia parecer que os Bee Gees eram quatro. Quem o ensinou a tocar violão foi o seu irmão Barry Gibb, no modo da afinação havaiana.
O primeiro single lançado por Andy Gibb, e escrito por ele, foi em 1975: "Words And Music". Não fazia parte de nenhum álbum e seu pequeno sucesso ficou restrito a Australia. O primeiro sucesso a nível mundial veio em 1977, chamado "I Just Want to Be Your Everything", do álbum "Flowing Rivers". Neste álbum, "Words And Music" foi incluída, porém não a versão original de 1975, mas sim, uma regravação de 1976.  No ano seguinte, em 1978, mais três hits se destacaram do álbum "Shadow Dancing", como "Shadow Dancing", "An Everlasting Love" e "(Our Love) Don't Throw It All Away". Em 1980, Andy lançou seu último álbum, chamado "After Dark", que lançou os hits "Desire", "Warm Ride" e dois duetos com Olivia Newton-John: "I Can't Help It" e "Rest Your Love On Me". Andy conseguiu bastante êxito com todos os esses hits, apesar de ter lançado apenas três álbuns durante sua carreira e mais uma coletânea em 1980, chamada "Greatest Hits", que trouxe três músicas inéditas: "Time Is Time", "Me (Without You)" e a regravação de "Will You Still Love Me Tomorrow", esta última sendo composição de "Gerry Goffin" e "Carole King".
Alguns desses hits também foram gravados pelos Bee Gees como "(Our Love) Don't Throw It All Away" e "Rest Your Love On Me". A primeira em 1977, só sendo lançada em 1979 no álbum "Bee Gees Greatest" e a segunda como B-Side de "Too Much Heaven", em 1978. A versão demo de "Warm Ride", na voz dos Bee Gees, foi incluída na versão de 2007 do álbum "Bee Gees Greatest".
Andy Gibb participou em 1979 de um show emocionante na turnê do álbum "Spirits Having Flown", de seus irmãos, cantando "You Should Be Dancing". Essa foi uma das poucas vezes que se viu Andy se apresentando ao lado de seus irmãos. Também apareceu em dois episódios do seriado infantil Punky. Sua primeira aparição acontece em um episódio onde ele é apresentador de um concurso infantil, onde Punky participa. No segunda aparição, ele é Tony, instrutor de piano de Punky, executando a canção "I Can't Help It". Em 1984, fez uma turnê e se apresentou em São Paulo.
Em 1988, quando Andy estava inclinado a entrar na banda, morreu devido a uma miocardite (uma inflamação no coração), com apenas 30 anos de idade.

### Morte

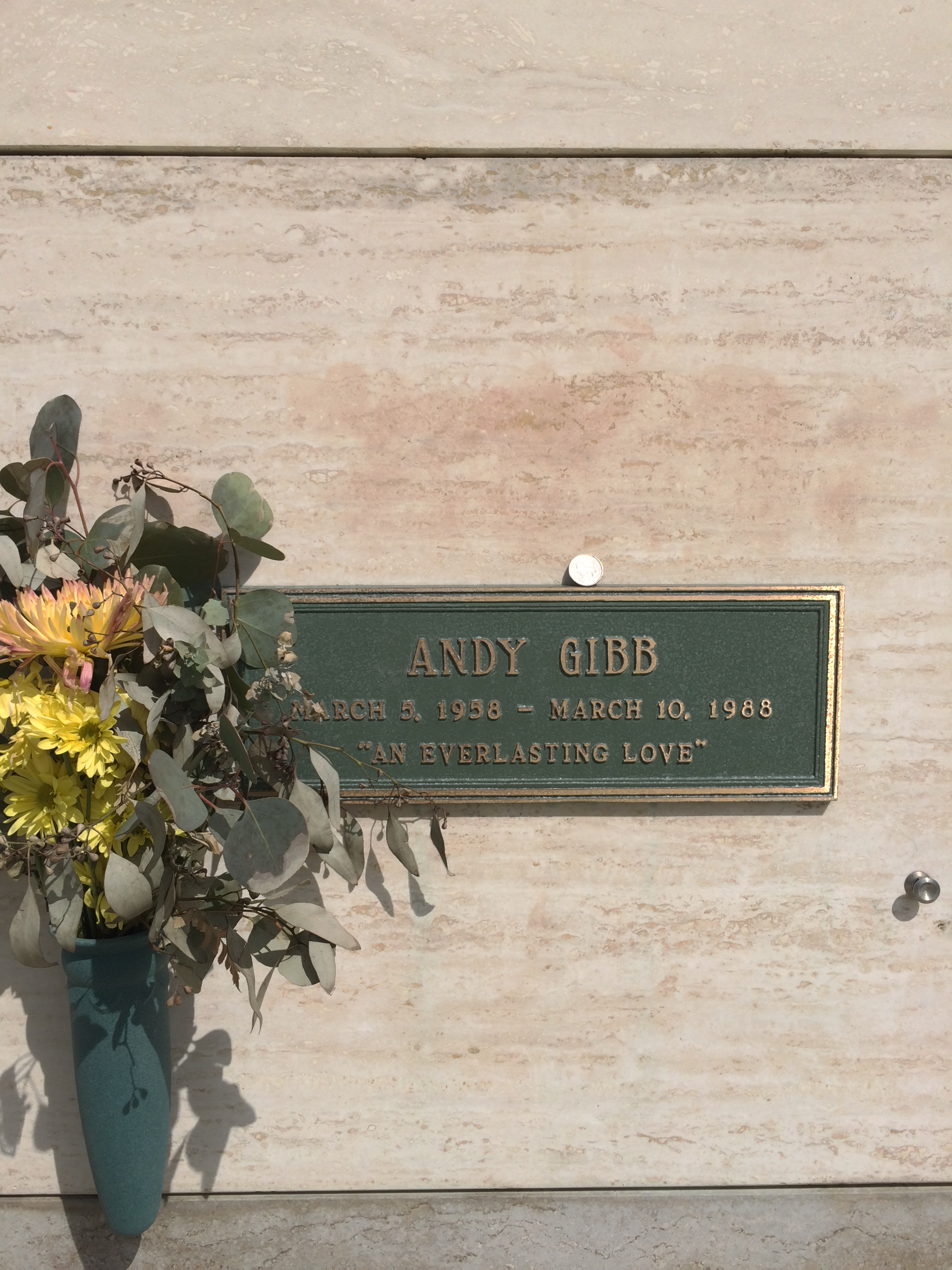
Sepultura de Andy Gibb no Forest Lawn Memorial Park (Hollywood Hills)

Ironicamente, na música "Arrow Through The Heart" a letra fala sobre morte ("I'm too young to die" - Sou muito novo para morrer). Andy viajou a Inglaterra para cumprir o pedido da gravadora para mais canções, mudando-se para casa de Robin em Thame, Oxfordshire.
Começou a beber muito e sentiu-se doente. Em 7 de março de 1988, Andy foi ao hospital de John Radcliffe em Oxford, para fazer uns exames queixando-se de dores do estômago. Três dias mais tarde, na manhã do dia 10 de Março, Andy Gibb morreu, 5 dias após completar 30 anos de idade, devido a uma inflamação no miocárdio causado por uma infecção viral. Embora os anos de abuso do álcool e da cocaína não fossem a causa direta da sua morte, pioraram muito a sua saúde. Seu corpo foi levado a Los Angeles, Califórnia, para seu enterro no Forest Lawn Memorial Park (Hollywood Hills).

### Legado
Os Bee Gees compuseram a música "Wish You Were Here" (Queria que você estivesse aqui) em homenagem ao irmão Andy. A música foi lançada em 1989 com sucesso absoluto no Brasil, ocupando a 2ª colocação entre os singles mais vendidos[carece de fontes?]. Além dessa homenagem, em 1997, durante a turnê "One Night Only", os Bee Gees, fizeram uma montagem em vídeo na música "(Our Love) Don't Throw It All Away", onde eles executavam a primeira parte da música ao vivo, e a segunda era executada por Andy em um telão, mostrando trechos de sua carreira cantando essa música, e também imagens com seus irmãos.

### Vida pessoal
Na Austrália, conheceu a sua única mulher, Kim Reeder. Depois de deixar o país, mudando-se para Miami Beach, na Flórida, casaram-se em 1976. Dessa relação nasceu a sua única filha, chamada Peta Jaye, nascida a 25 de Janeiro de 1978, mas na altura do nascimento o casal já estava separado, divorciando-se no fim desse ano. Supostamente, Gibb viu sua filha uma única vez, em 1981. Hoje, Peta Jaye Reeder-Gibb é uma professora de literatura em New South Wales, Austrália. Em 1981, Andy começou a namorar a atriz Victoria Principal,  o namoro durou pouco mais de um ano.

## Discografia
- Flowing Rivers, RSO, 1977 (US #19)
- Shadow Dancing, RSO, 1978 (US #7)
- After Dark, RSO, 1980 (US #21)
- Andy Gibb's Greatest Hits, RSO, 1980 (US #49)
- Andy Gibb, Polydor, 1991
- Andy Gibb: Millennium, Polydor, 2001